# Ismail Matar
Ismail Matar Al-Junaibi (in arabo إسماعيل مطر‎?; Abu Dhabi, 7 aprile 1983) è un ex calciatore emiratino, centrocampista dell'Al-Wahda.

## Carriera

### Club
Prodotto del settore giovanile dell'Al-Wahda, debutta in prima squadra nel 2002 contro l'Al-Jazira, segnando il gol del momentaneo pareggio nella sfida persa per 3-1. Con 14 gol stagionali è eletto miglior giovane del campionato emiratino, che vince insieme alla Coppa del Presidente.
Nella stagione 2004-2005 segna 11 gol, tra cui tre doppiette, affermandosi come uno dei calciatori più forti della sua squadra, vincitrice del titolo e finalista di coppa.
Il 6 maggio 2009 passa in prestito per una stagione all'Al-Sadd. L'11 giugno 2009 torna all'Al-Whada, con cui firma un rinnovo contrattuale valido fino al 2014.
Al termine della stagione 2023-2024 dopo più di venti anni di carriera sportiva con la maglia dell'Al-Wahda, con più di 400 presenze e di 100 goal realizzati, decide di ritirarsi dal calcio giocato, disputando la sua ultima partita il 1 giugno 2024.

### Nazionale
Nel 2003, al mondiale Under-20 disputato nella sua nazione, riceve il Pallone d'oro come miglior giocatore della competizione, anche se la sua nazionale non va oltre i quarti di finale.
Nel 2007 disputa e vince la Coppa delle Nazioni del Golfo con la sua nazionale, segnando 5 gol in 5 partite. Per gli Emirati Arabi Uniti è il primo trofeo della storia. Matar si aggiudica anche il titolo di miglior giocatore e quello di capocannoniere del torneo.
Nel 2012 partecipa a Londra 2012, prima volta che la sua nazionale si qualifica a un'Olimpiade. Segna 2 gol e diventa il miglior marcatore dell'UAE ai Giochi Olimpici.

## Statistiche

### Club
14 Maggio 2022
| Club               | Stagione        | Campionato | Campionato | Campionato | Coppe | Coppe | Coppe  | Asia | Asia | Asia   | Mondiale per Club | Mondiale per Club | Mondiale per Club | Totale | Totale | Totale |
| Club               | Stagione        | App        | Goal       | Assist     | App   | Goal  | Assist | App  | Goal | Assist | App               | Goal              | Assist            | App    | Goal   | Assist |
| ------------------ | --------------- | ---------- | ---------- | ---------- | ----- | ----- | ------ | ---- | ---- | ------ | ----------------- | ----------------- | ----------------- | ------ | ------ | ------ |
| Al-Wahda           | 2001–02         | 7          | 1          | 2          | 6     | 3     | 2      | 2    | 0    | 1      | —                 | —                 | —                 | 15     | 4      | 5      |
| Al-Wahda           | 2002–03         | 19         | 11         | 7          | 4     | 1     | 3      | 0    | 0    | 0      | —                 | —                 | —                 | 23     | 12     | 10     |
| Al-Wahda           | 2003–04         | 11         | 3          | 4          | 5     | 1     | 3      | 6    | 0    | 3      | —                 | —                 | —                 | 22     | 4      | 10     |
| Al-Wahda           | 2004–05         | 18         | 12         | 7          | 4     | 2     | 1      | 0    | 0    | 0      | —                 | —                 | —                 | 22     | 14     | 8      |
| Al-Wahda           | 2005–06         | 17         | 10         | 9          | 7     | 3     | 6      | 4    | 2    | 3      | —                 | —                 | —                 | 28     | 15     | 18     |
| Al-Wahda           | 2006–07         | 13         | 6          | 5          | 6     | 2     | 8      | 8    | 1    | 0      | —                 | —                 | —                 | 27     | 9      | 13     |
| Al-Wahda           | 2007–08         | 14         | 5          | 4          | 2     | 0     | 1      | 4    | 0    | 2      | —                 | —                 | —                 | 20     | 5      | 7      |
| Al-Wahda           | 2008–09         | 18         | 8          | 7          | 1     | 0     | 4      | 6    | 0    | 0      | —                 | —                 | —                 | 31     | 9      | 11     |
| Al-Wahda           | Total           | 118        | 57         | 45         | 40    | 13    | 28     | 30   | 3    | 9      | —                 | —                 | —                 | 188    | 73     | 82     |
| Al-Sadd (prestito) | 2009            | —          | —          | —          | 2     | 1     | 1      | —    | —    | —      | —                 | —                 | —                 | 2      | 1      | 1      |
| Al-Sadd (prestito) | Total           | —          | —          | —          | 2     | 1     | 1      | —    | —    | —      | —                 | —                 | —                 | 2      | 1      | 1      |
| Al-Wahda           | 2009–10         | 18         | 5          | -          | 4     | 0     | 0      | 0    | 0    | 0      | —                 | —                 | —                 | 22     | 5      | 0      |
| Al-Wahda           | 2010–11         | 17         | 6          | -          | 8     | 0     | 0      | 5    | 1    | 0      | 3                 | 1                 | 0                 | 33     | 8      | 0      |
| Al-Wahda           | 2011–12         | 17         | 3          | -          | 6     | 0     | 0      | 5    | 2    | -      | 0                 | 0                 | 0                 | 28     | 5      | -      |
| Al-Wahda           | 2012–13         | 15         | 1          | -          | 4     | 0     | 0      | 0    | 0    | 0      | 0                 | 0                 | 0                 | 19     | 1      | 0      |
| Al-Wahda           | 2013–14         | 22         | 4          | 7          | 4     | 0     | 0      | 0    | 0    | 0      | 0                 | 0                 | 0                 | 26     | 4      | 0      |
| Al-Wahda           | 2014–15         | 20         | 1          | 0          | 1     | 0     | 0      | 1    | 1    | 0      | 0                 | 0                 | 0                 | 22     | 2      | 0      |
| Al-Wahda           | 2015–16         | 23         | 5          | 4          | 8     | 1     | 0      | 0    | 0    | 0      | 0                 | 0                 | 0                 | 31     | 6      | 0      |
| Al-Wahda           | 2016–17         | 22         | 2          | 5          | 9     | 1     | 0      | 7    | 1    | 0      | 0                 | 0                 | 0                 | 38     | 4      | 0      |
| Al-Wahda           | 2017–18         | 17         | 2          | 1          | 7     | 0     | 0      | 5    | 0    | 0      | 0                 | 0                 | 0                 | 29     | 2      | 0      |
| Al-Wahda           | 2018–19         | 20         | 1          | 5          | 4     | 1     | 0      | 6    | 1    | 0      | 0                 | 0                 | 0                 | 30     | 2      | 0      |
| Al-Wahda           | 2019–20         | 14         | 1          | 4          | 3     | 0     | 0      | 2    | 0    | 0      | 0                 | 0                 | 0                 | 19     | 1      | 0      |
| Al-Wahda           | 2020–21         | 23         | 7          | 12         | 2     | 1     | 0      | 6    | 1    | 0      | 0                 | 0                 | 0                 | 31     | 8      | 0      |
| Al-Wahda           | 2021–22         | 23         | 4          | 5          | 6     | 1     | 3      | 0    | 0    | 0      | 0                 | 0                 | 0                 | 29     | 5      | 8      |
| Al-Wahda           | 2022–23         | 18         | 1          | 5          | 3     | 0     | 0      | 2    | 0    | 0      | 0                 | 0                 | 0                 | 23     | 1      | 5      |
| Al-Wahda           | 2023–24         | 19         | 2          | 0          | 7     | 0     | 3      | 1    | 0    | 0      | 0                 | 0                 | 0                 | 28     | 2      | 3      |
| Al-Wahda           | Totale          | 288        | 45         | 48         | 76    | 5     | 6      | 40   | 6    |        | 3                 | 1                 |                   | 407    | 57     | 54     |
| Totale Carriera    | Totale Carriera | 406        | 102        | 93         | 118   | 19    | 35     | 70   | 9    | 9      | 3                 | 1                 | 0                 | 597    | 131    | 137    |

### Cronologia presenze e reti in nazionale
| Cronologia completa delle presenze e delle reti in nazionale ― Emirati Arabi Uniti | Cronologia completa delle presenze e delle reti in nazionale ― Emirati Arabi Uniti | Cronologia completa delle presenze e delle reti in nazionale ― Emirati Arabi Uniti | Cronologia completa delle presenze e delle reti in nazionale ― Emirati Arabi Uniti | Cronologia completa delle presenze e delle reti in nazionale ― Emirati Arabi Uniti | Cronologia completa delle presenze e delle reti in nazionale ― Emirati Arabi Uniti | Cronologia completa delle presenze e delle reti in nazionale ― Emirati Arabi Uniti | Cronologia completa delle presenze e delle reti in nazionale ― Emirati Arabi Uniti |
| Data                                                                               | Città                                                                              | In casa                                                                            | Risultato                                                                          | Ospiti                                                                             | Competizione                                                                       | Reti                                                                               | Note                                                                               |
| ---------------------------------------------------------------------------------- | ---------------------------------------------------------------------------------- | ---------------------------------------------------------------------------------- | ---------------------------------------------------------------------------------- | ---------------------------------------------------------------------------------- | ---------------------------------------------------------------------------------- | ---------------------------------------------------------------------------------- | ---------------------------------------------------------------------------------- |
| 15-11-2016                                                                         | Abu Dhabi                                                                          | Emirati Arabi Uniti                                                                | 2 – 0                                                                              | Iraq                                                                               | Qual. Mondiali 2018                                                                | 1                                                                                  | 74’                                                                                |
| 23-03-2017                                                                         | al-'Ayn                                                                            | Emirati Arabi Uniti                                                                | 0 – 2                                                                              | Giappone                                                                           | Qual. Mondiali 2018                                                                | -                                                                                  | 75’                                                                                |
| 28-03-2017                                                                         | Sydney                                                                             | Australia                                                                          | 2 – 0                                                                              | Emirati Arabi Uniti                                                                | Qual. Mondiali 2018                                                                | -                                                                                  | 79’                                                                                |
| 07-06-2017                                                                         | Shah Alam                                                                          | Emirati Arabi Uniti                                                                | 4 – 0                                                                              | Laos                                                                               | Amichevole                                                                         | -                                                                                  | 62’                                                                                |
| 13-06-2017                                                                         | Bangkok                                                                            | Thailandia                                                                         | 1 – 1                                                                              | Emirati Arabi Uniti                                                                | Qual. Mondiali 2018                                                                | -                                                                                  | 73’                                                                                |
| 29-08-2017                                                                         | al-'Ayn                                                                            | Emirati Arabi Uniti                                                                | 2 – 1                                                                              | Arabia Saudita                                                                     | Qual. Mondiali 2018                                                                | -                                                                                  | 77’                                                                                |
| 05-09-2017                                                                         | Amman                                                                              | Iraq                                                                               | 1 – 0                                                                              | Emirati Arabi Uniti                                                                | Qual. Mondiali 2018                                                                | -                                                                                  | 90’                                                                                |
| 11-10-2018                                                                         | Barcellona                                                                         | Emirati Arabi Uniti                                                                | 1 – 1                                                                              | Honduras                                                                           | Amichevole                                                                         | -                                                                                  | 84’                                                                                |
| 16-10-2018                                                                         | Barcellona                                                                         | Emirati Arabi Uniti                                                                | 0 – 2                                                                              | Venezuela                                                                          | Amichevole                                                                         | -                                                                                  | 61’                                                                                |
| 16-11-2018                                                                         | Dubai                                                                              | Emirati Arabi Uniti                                                                | 0 – 0                                                                              | Bolivia                                                                            | Amichevole                                                                         | -                                                                                  | 88’                                                                                |
| 20-11-2018                                                                         | Dubai                                                                              | Emirati Arabi Uniti                                                                | 2 – 0                                                                              | Yemen                                                                              | Amichevole                                                                         | -                                                                                  | 57’                                                                                |
| 10-01-2019                                                                         | Abu Dhabi                                                                          | India                                                                              | 0 – 2                                                                              | Emirati Arabi Uniti                                                                | Coppa d'Asia 2019 - 1º turno                                                       | -                                                                                  | 85’                                                                                |
| 14-01-2019                                                                         | al-'Ayn                                                                            | Emirati Arabi Uniti                                                                | 1 – 1                                                                              | Thailandia                                                                         | Coppa d'Asia 2019 - 1º turno                                                       | -                                                                                  | 84’                                                                                |
| 21-01-2019                                                                         | Abu Dhabi                                                                          | Emirati Arabi Uniti                                                                | 3 – 2 dts                                                                          | Kirghizistan                                                                       | Coppa d'Asia 2019 - Ottavi di finale                                               | -                                                                                  | Cap. 82’                                                                           |
| 25-01-2019                                                                         | al-'Ayn                                                                            | Emirati Arabi Uniti                                                                | 1 – 0                                                                              | Australia                                                                          | Coppa d'Asia 2019 - Quarti di finale                                               | -                                                                                  | Cap. 52’                                                                           |
| 29-01-2019                                                                         | Abu Dhabi                                                                          | Qatar                                                                              | 4 – 0                                                                              | Emirati Arabi Uniti                                                                | Coppa d'Asia 2019 - Semifinale                                                     | -                                                                                  | 46’ 55’                                                                            |
| 11-11-2021                                                                         | Goyang                                                                             | Corea del Sud                                                                      | 1 – 0                                                                              | Emirati Arabi Uniti                                                                | Qual. Mondiali 2022                                                                | -                                                                                  | 83’                                                                                |
| 3-12-2021                                                                          | Doha                                                                               | Mauritania                                                                         | 0 – 1                                                                              | Emirati Arabi Uniti                                                                | Coppa araba FIFA 2021 - 1º turno                                                   | -                                                                                  | 81’                                                                                |
| 6-12-2021                                                                          | Doha                                                                               | Tunisia                                                                            | 1 – 0                                                                              | Emirati Arabi Uniti                                                                | Coppa araba FIFA 2021 - 1º turno                                                   | -                                                                                  | 84’                                                                                |
| Totale                                                                             |                                                                                    | Presenze                                                                           | 19                                                                                 |                                                                                    | Reti                                                                               | 1                                                                                  |                                                                                    |

## Palmarès

### Club
- UAE Arabian Gulf League: 3

Al-Wahda: 2000-01, 2004-05, 2009-10
- UAE Super Cup: 3

Al-Wahda: 2001, 2011, 2017
- UAE Arabian Gulf Cup: 3

Al-Wahda: 2015-16, 2017-18, 2023-24
- Coppa del Presidente degli Emirati Arabi Uniti: 1

Al-Wahda: 2016-2017

### Nazionale
- Coppa delle Nazioni del Golfo: 2

2007, 2013

### Individuale
- Pallone d'oro del campionato del mondo Under-20 : 1

Emirati Arabi Uniti 2003
- Al Hadath Most promising Arab player of the Year: 1

2004
- Pro-League Player of the Year: 1

2006
- MVP della Coppa delle Nazioni del Golfo: 1

2007
- Miglior Marcatore della Coppa dei Campioni del Golfo: 1

2007
- Al Ittihad Pro-League player of the Year: 1

2007
- Al-Ahram Silver Team of the Year: 1

2007
- Al-Ahram Golden Team of the Year: 1

2009